# Mathaman Marika
Pour les articles homonymes, voir Marika.
Mathaman Marika (Terre d'Arnhem, c. 1915 - 1970) est un artiste peintre et militant des droits des Aborigènes d'Australie.
Il est membre du clan Rirratjingu (en) du peuple Yolngu du nord-est de la Terre d'Arnhem, dans le Territoire du Nord de l'Australie, et fait partie de la célèbre famille Marika, frère de Mawalan, Milirrpum, Roy et Dhunggala Marika.

## Biographie

### Racines aborigènes
Mathaman Marika naît vers 1915 ou 1916 dans une communauté aborigène de la Terre d'Arnhem (péninsule de Gove), dans le Territoire du Nord, en Australie. Il appartient à la fraction Dhuwa du clan Rirratjingu (en) dans la patrie de Yalangbara (en), l'une des deux moitiés de la Terre d'Arnhem,. Il a trois frères, Mawalan, Milirrpum, Roy et une sœur, Dhunggala Marika.

### Activisme
Mathaman et ses quatre frères et sœurs mènent les autres clans en présentant les pétitions sur l'écorce de Yirrkala (en) au gouvernement australien en 1963, dans la perspective de l'affaire des droits fonciers de Gove (en),,,. Mathaman poursuit la lutte pour ces droits après la mort de son frère aîné Mawalan en 1967. Cette affaire, conclue en 1971, a finalement conduit à l'adoption de la première législation sur les droits fonciers aborigènes en Australie (en). Tous sont politiquement actifs pour les droits des Australiens indigènes, et quatre sont également des artistes aborigènes connus, dont Mathaman.

### Carrière artistique
Mathaman Marika occupe une place importante dans la vie cérémonielle et produit la plupart de ses œuvres d'art de la fin des années 1950 jusqu'à sa mort. Un marchand d'art de Melbourne, Jim Davidson, est un ami et devient son agent dans les années 1960.
Comme ses frères et neveux, Mathaman aborde dans son œuvre peint sur écorce les mythes du cycle des Djang’kawu, notamment les Sœurs Djang'kawu, les Sœurs Wagilag, la cérémonie de l'étoile du matin, diverses histoires de Nhulunbuy, Marwuyu et aussi les histoires d'un clan différent (Manhdalpuy), mais il développe son propre style. Le droit de représenter ces thèmes sacrés aurait été acquis au début du XXe siècle, quand leur grand-père l'obtient auprès du clan Manhdalpuy lors d'un échange de chants et de peintures cérémoniels.
Mathaman Marika meurt en 1970,.